# Crime de mão própria
Crime de mão própria de ação pessoal ou de conduta infungível.
É o crime que só pode ser cometido por pessoa ou pessoas expressamente definidas, portanto a lei exige uma qualidade especial do agente.
Os crimes de mão própria não admitem coautoria, sendo admitido, porém, a participação. Há entretanto uma única exceção a tal regra. Consiste no crime de falsa perícia (CP, art. 342) praticado em concurso por dois peritos, contadores, tradutores ou intérpretes. Trata-se de crime de mão própria cometido e, coautoria.
Como exemplo podemos citar o crime de falso testemunho, artigo 342 do Código Penal.
Os crimes de mão própria não se confundem com crimes próprio.